# Drymoanthus minimus
Drymoanthus minimus är en orkidéart som först beskrevs av Rudolf Schlechter, och fick sitt nu gällande namn av Leslie Andrew Garay. Drymoanthus minimus ingår i släktet Drymoanthus och familjen orkidéer.
Artens utbredningsområde är Nya Kaledonien. Inga underarter finns listade i Catalogue of Life.